# Real Rimini F.C.
Câu lạc bộ bóng đá Real Rimini là một câu lạc bộ bóng đá Ý đến từ Rimini, Emilia-Romagna.

## Lịch sử

### Danh hiệu thể thao của Valleverde Riccione
Nguồn gốc của đội bắt đầu từ năm 1929 khi Valleverde Riccione FC cũ được thành lập tại Riccione. Vào mùa hè năm 2010, danh hiệu thể thao của Serie D đã được chuyển đến thành phố Rimini để tạo ra Real Rimini. Trong khi đó, Valleverde Riccione được thành lập lại với tên là ASD Riccione 1929.

### Real Rimini
Real Rimini FC đã được di dời để thay thế vị trí của Rimini Calcio FC, một câu lạc bộ lịch sử của thành phố, có vấn đề về tài chính. Tuy nhiên, Rimini Calcio sau đó đã được nhận vào Serie D với cái tên mới là AC Rimini 1912.
Dù sao đi nữa, Real Rimini đã được đưa vào sân, vì vậy thị trấn Rimini có hai trận derby thành phố trong Serie D 2010-11: trong mùa giải này, đội đứng thứ chín. Real Rimini thua cả hai trận đấu với kết quả 2-0. Trong mùa 2011-12, nó đã xuống hạng với Eccellenza.
Câu lạc bộ đã giải thể vào năm 2012, vì vấn đề tài chính vào đầu mùa giải tiếp theo của Eccellenza.

## Màu sắc và huy hiệu
Màu sắc của đội là trắng và đỏ.